# Guatemala en los Juegos Olímpicos de México 1968
Guatemala estuvo representada en los Juegos Olímpicos de México 1968 por un total de 48 deportistas, 47 hombres y una mujer, que compitieron en 8 deportes.
El portador de la bandera en la ceremonia de apertura fue el atleta Teodoro Palacios. El equipo olímpico guatemalteco no obtuvo ninguna medalla en estos Juegos.